# Marion (Kansas)
Marion és una població dels Estats Units a l'estat de Kansas. Segons el cens del 2000 tenia 2.110 habitants.

## Demografia
Segons el cens del 2000, Marion tenia 2.110 habitants, 859 habitatges, i 556 famílies. La densitat de població era de 367 habitants/km².
Dels 859 habitatges en un 29,7% hi vivien nens de menys de 18 anys, en un 55,8% hi vivien parelles casades, en un 5,8% dones solteres, i en un 35,2% no eren unitats familiars. En el 31,9% dels habitatges hi vivien persones soles el 20,8% de les quals corresponia a persones de 65 anys o més que vivien soles. El nombre mitjà de persones vivint en cada habitatge era de 2,34 i el nombre mitjà de persones que vivien en cada família era de 2,94.
Per edats la població es repartia de la següent manera: un 25,5% tenia menys de 18 anys, un 5,5% entre 18 i 24, un 22,8% entre 25 i 44, un 19,6% de 45 a 60 i un 26,6% 65 anys o més.
L'edat mediana era de 42 anys. Per cada 100 dones de 18 o més anys hi havia 83 homes.
La renda mediana per habitatge era de 32.125 $ i la renda mediana per família de 42.202 $. Els homes tenien una renda mediana de 30.907 $ mentre que les dones 23.929 $. La renda per capita de la població era de 16.464 $. Entorn del 5,3% de les famílies i el 6,7% de la població estaven per davall del llindar de pobresa.

## Poblacions més properes
El següent diagrama mostra les poblacions més properes.